# Gevenich (Linnich)

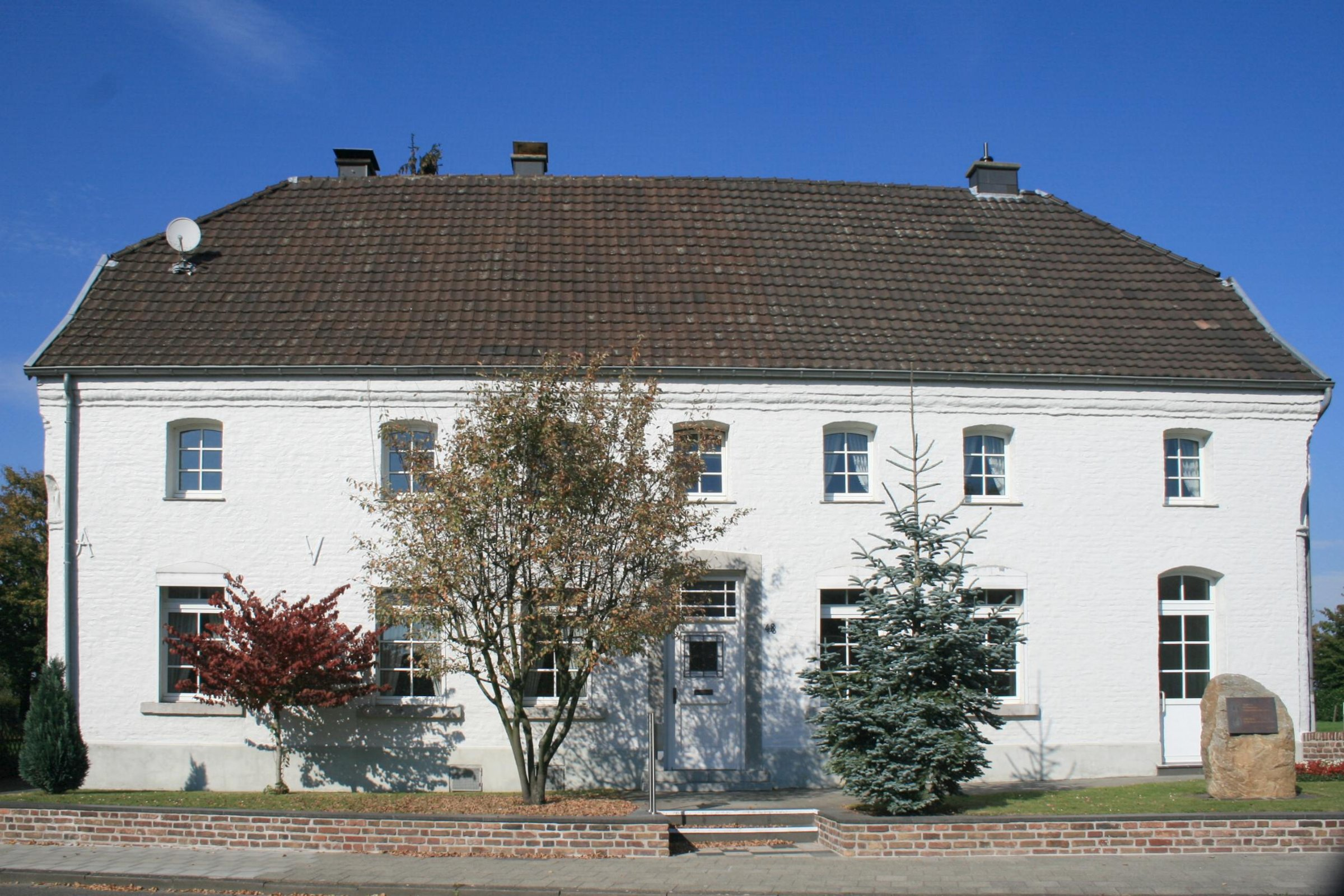
Pfarrei Gevenich

Gevenich ist ein Ortsteil der Stadt Linnich im Kreis Düren.

## Lage
Das Dorf liegt zwischen Glimbach und Kofferen im Norden, Hottorf im Osten und Boslar im Süden.

## Geschichte

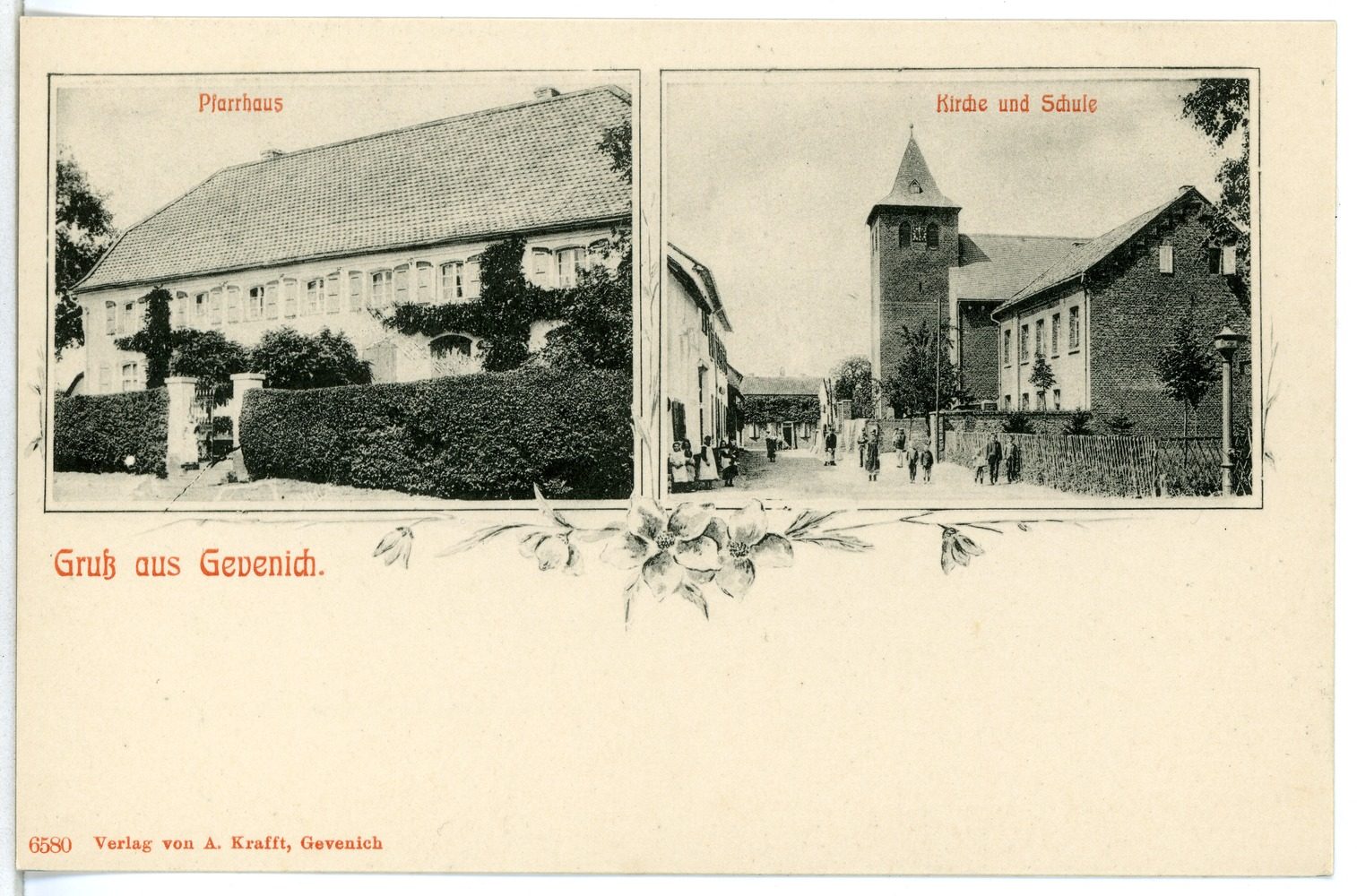
Gevenich: Pfarrhaus, Kirche und Schule

Gevenich wird 888 erstmals urkundlich erwähnt und war im Mittelalter ein karolingisches und ottonisches Königsgut. Hier wird die Urkunde des Arnulf von Kärnten vom 13. Juni 888 bemüht, in der Gevenich nicht erwähnt ist. Diese Feststellung ist insofern unrichtig. Die Urkunde selbst gilt als verschollen. Als indirekte Quelle ist sie aber nachvollziehbar. Es handelt sich hierbei um eine Schenkung von 43 königlichen Villen an das Aachener Marienstift. Die Urkunde des Arnulf von Kärnten geht auf eine Urkunde Lothars II. zurück, die allerdings als verschollen gilt.
Die Gründung der Gevenicher Barbarabruderschaft geht auf die Pestepidemie im Jahr 1356 zurück, unter der das Dorf auch im 16. Jahrhundert wiederholt zu leiden hatte.
Gevenich gehörte zur Pfarre Boslar und wurde am 1. März 1804 zur Pfarrei erhoben. Die Dorfbewohner hatten Nutzungsrechte am Buchholzbusch, einem Waldstück, das sich bis in das 19. Jahrhundert noch zwischen Kofferen und Lövenich erstreckte. Ab 1822 wurde Gevenich dem Amt Körrenzig zugeordnet.
Am Ende des Zweiten Weltkrieges wurde die Dorfbevölkerung angesichts der Fliegerangriffe und heranrückenden Front im November 1944 evakuiert. Das Dorf erlitt an der Rurfront starke Zerstörungen. Am 22. Februar 1945 begannen US-Truppen die Operation Grenade, überquerten die Rur und besetzten dabei unter anderem Gevenich.
1950 und 1951 wurden Volksschule und Kirche neu aufgebaut.
Am 1. Juli 1969 wurde Gevenich nach Linnich eingemeindet.

## Kirche

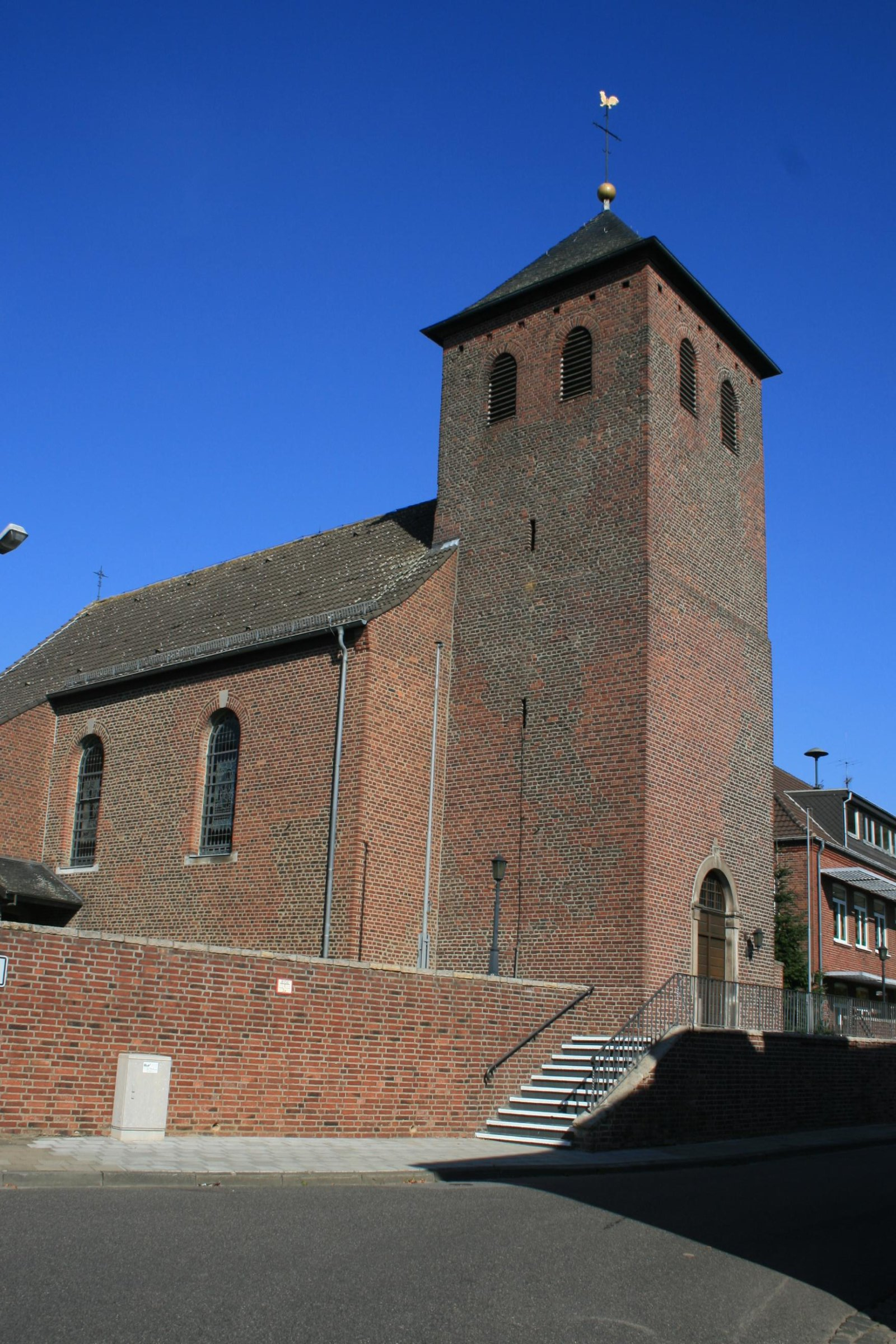
Kirche Hl. Maurische Märtyrer in Gevenich

Die Kirche Hl. Maurische Märtyrer ist die römisch-katholische Pfarrkirche von Gevenich.

## Verkehr
Die AVV-Buslinie 287 des Rurtalbus verbindet Gevenich mit dem Nachbarort Kofferen sowie mit Linnich und Titz. Bis zum 31. Dezember 2019 wurde diese Buslinie vom BVR Busverkehr Rheinland bedient. Zusätzlich verkehrt zu bestimmten Zeiten ein Anruf-Sammel-Taxi. An Schultagen verkehren zudem die Linien 271, 274, 277 und 289.
| Linie | Verlauf |
| ----- | --- |
| 271   | (Verstärkerfahrten) Titz – Jülich |
| 274   | (Verstärkerfahrten) Barmen Haus Overbach – Aldenhoven / Jülich / Linnich / Titz |
| 277   | (Verstärkerfahrten) Schulen Linnich |
| 287   | (Linnich Rathaus –) Linnich-SIG Combibloc – Kiffelberg – (Tetz – Boslar – Hompesch – Müntz) / (Gevenich – Kofferen – Hottorf) – Hasselsweiler / (Ralshoven – Gevelsdorf) – Titz                                                                                           |
| 289   | (Verstärkerfahrten) Linnich – Gesamtschule Übach-Palenberg |
| AST   | AnrufSammelTaxi: Mo–Fr abends, Sa nachmittags/abends, So Jülich Bf/ZOB – Jülich Innenstadt – Koslar / Merzenhausen – Barmen – Floßdorf / Erzelbach / Boslar – Welz / Ederen / Rurdorf – Kofferen / Hottorf – Gereonsweiler – Gevenich / Kiffelberg – Glimbach – Körrenzig |

## Söhne und Töchter von Gevenich
- Josef Korsten (* 1957), Politiker (SPD), Bürgermeister von Radevormwald